# Ive (groupe)
Pour les articles homonymes, voir Ive.
Ive (coréen: 아이브 ; stylisé IVE) est un girl group sud-coréen de K-pop formé en 2021 par Starship Entertainment. Il est composé de six membres : Yujin, Gaeul, Rei, Wonyoung, Liz et Leeseo. Le nom du groupe est une contraction de « I have », le but de groupe étant de montrer « ce qu'il a » au public. Le groupe est reconnu pour ses chansons aux paroles rassurantes et son exploration du thème de l'amour-propre,.
En 2022, en plus du titre de meilleur nouvel artiste, IVE se voit décerner le Grand Prix de la Chanson de l'année pour son titre Love Dive aux MelOn Music Awards, aux MAMA Awards, aux Asia Artist Awards et aux Golden Disk Awards,. En 2023, IVE remporte cette fois-ci le Grand Prix de l'Album de l'année pour son premier album studio I’ve Ive aux MelOn Music Awards.
En février 2025, le groupe comptabilise plus de 10 millions d'albums en circulation à travers le monde, ainsi que six chansons classées numéro 1 dans les hits-parades sud-coréens.

## Histoire
Avant la formation du groupe, Yujin et Wonyoung avaient précédemment participé à l'émission Produce 48 lors de laquelle elles ont terminé respectivement 5e et 1re. Elles ont donc intégré le groupe Iz*One composé des gagnantes de l'émission et qui a été actif de 2018 à 2021.
Début novembre 2021, Starship Entertainment annonce le lancement d'un nouveau girl group appelé IVE. Après avoir révélé les six membres entre le 3 et le 8 novembre, le groupe annonce faire ses débuts le 1er décembre avec son premier single album intitulé Eleven et la chanson principale du même nom.
Une semaine après la sortie de son premier single, le groupe remporte la première place de l'émission de classement musical Show Champion, faisant de IVE le groupe de filles remportant une victoire le plus rapidement après ses débuts. Au total le groupe comptabilisera 13 victoires, ce qui est un record pour une chanson de début. Par ailleurs, trois mois après sa sortie, le clip vidéo d’Eleven dépasse les 100 millions de vues sur YouTube.
En janvier 2022, IVE a été nommé par des experts comme le groupe le plus attendu de la K-pop en 2022. Par la suite, IVE reçoit sa première distinction aux Hanteo Music Awards en tant que meilleur nouveau groupe féminin de l’année.
Le 5 avril 2022, IVE sort son second single Love Dive. Avec ce single, le groupe prouve à nouveau son potentiel international en rejoignant Twice et Blackpink comme seul groupe féminin de K-pop à réussir à se hisser dans le top 15 du classement mondial Billboard Global 200,. Avec plus de 540 000 exemplaires vendus, le second single album du groupe est le plus vendu le mois de sa sortie en Corée du Sud, faisant de IVE le troisième groupe féminin de l'Histoire à se hisser à la première place du classement mensuel Gaon Chart.
En août 2022, IVE démarre ses activités au Japon sous la supervision de l’agence japonaise de gestion d’artistes Amuse. Leur titre Eleven a été sélectionné comme chanson thème pour l'événement Virtual Adventure Island 2022 organisé par la chaîne japonaise Fuji TV et à cette occasion, le groupe prévoit de sortir une version japonaise de son premier single. La sortie de Eleven -Japanese ver.-  prévue pour l'automne  2022 marquera alors les débuts japonais du groupe.
Neuf mois après ses débuts, IVE devient le groupe de K-pop à franchir le cap du million de ventes pour un album le plus rapidement de l'histoire avec son single After Like.
Selon un sondage mené auprès d’experts de l’industrie musicale, IVE a été sélectionné Artiste de l’année 2022 en raison des résultats remarquables  et des trois succès consécutifs que le groupe a réalisé durant l’année. De plus, Love Dive sera la chanson numéro un en Corée du Sud en 2022 comme en témoigne sa première place au classement annuel du Circle Digital Chart.
Mi-mars 2023, IVE annonce la sortie de son premier album studio, intitulé I’ve Ive, prévue pour le 10 avril. À travers cet album de onze titres, IVE entend s'exprimer sur des concepts tel que l'amour de soi, la confiance en soi et la liberté, qui sont en lien avec l’identité du groupe. De plus, IVE annonce s’associer avec Columbia Records pour la promotion de sa musique aux États-Unis, tandis que la distribution internationale devrait être assurée par The Orchard.
En octobre 2023, IVE entame sa première tournée mondiale, intitulée Show What I Have World Tour.
Le 4 août 2024, IVE se produit sur la scène principale du Lollapalooza de Chicago, un des principaux festivals de musique des États-Unis.

## Membres
| Nom de scène  | Nom de scène | Nom de naissance | Nom de naissance | Date de naissance  | Nationalité  | Position                      |
| Romanisé      | Coréen       | Romanisé         | Cor./Jap.        | Date de naissance  | Nationalité  | Position                      |
| ------------- | ------------ | ---------------- | ---------------- | ------------------ | ------------ | ----------------------------- |
| Gaeul         | 가을         | Kim Ga-eul       | 김가을           | 24 septembre 2002  | Sud-coréenne | Rappeuse et danseuse          |
| An Yujin      | 안유진       | An Yu-jin        | 안유진           | 1er septembre 2003 | Sud-coréenne | Leader, chanteuse et danseuse |
| Rei           | 레이         | Naoi Rei         | 直井れい         | 3 février 2004     | Japonaise    | Chanteuse et rappeuse         |
| Jang Wonyoung | 장원영       | Jang Won-young   | 장원영           | 31 août 2004       | Sud-coréenne | Chanteuse et center           |
| Liz           | 리즈         | Kim Ji-won       | 김지원           | 21 novembre 2004   | Sud-coréenne | Chanteuse                     |
| Leeseo        | 이서         | Lee Hyun-seo     | 이현서           | 21 février 2007    | Sud-coréenne | Chanteuse et maknae           |

## Discographie

### Albums coréens
| Année                                                               | Titre                        | Détails                                                               | Classements | Classements | Classements | Ventes                                            |
| Année                                                               | Titre                        | Détails                                                               | COR         | JAP         | USA World   | Ventes                                            |
| ------------------------------------------------------------------- | ---------------------------- | --------------------------------------------------------------------- | ----------- | ----------- | ----------- | ------------------------------------------------- |
| 2021                                                                | Eleven (1er single album)    | - Date de sortie : 1er décembre 2021 - Label : Starship Entertainment | 1           | —           | —           | - COR : plus de 565 000                           |
| 2022                                                                | Love Dive (2e single album)  | - Date de sortie : 5 avril 2022 - Label : Starship Entertainment      | 1           | —           | —           | - COR : plus de 1 046 000                         |
| 2022                                                                | After Like (3e single album) | - Date de sortie : 22 août 2022 - Label : Starship Entertainment      | 1           | —           | —           | - COR : plus de 1 769 000                         |
| 2023                                                                | I’ve Ive (1er album studio)  | - Date de sortie : 10 avril 2023 - Label : Starship Entertainment     | 1           | 2           | 7           | - COR : plus de 1 703 000 - JAP : plus de 33 000  |
| 2023                                                                | I’ve Mine (1er EP)           | - Date de sortie : 13 octobre 2023 - Label : Starship Entertainment   | 1           | 3           | 12          | - COR : plus de 2 110 000 - JAP : plus de 144 000 |
| 2024                                                                | Ive Switch (2e EP)           | - Date de sortie : 29 avril 2024 - Label : Starship Entertainment     | 2           | 3           | —           | - COR : plus de 1 750 000 - JAP : plus de 71 000  |
| 2025                                                                | Ive Empathy (3e EP)          | - Date de sortie : 3 février 2025 - Label : Starship Entertainment    | 1           | 2           | 22          | - COR : plus de 1 484 000 - JAP : plus de 68 000  |
| 2025                                                                | Ive Secret (4e EP)           | - Date de sortie : 25 août 2025 - Label : Starship Entertainment      | À venir     | À venir     | À venir     | À venir                                           |
| "—" indique que l'album n'est pas éligible au classement de ce pays |                              |                                                                       |             |             |             |                                                   |

### Albums japonais
| Année | Titre              | Détails                                                                    | Classement | Ventes                  |
| Année | Titre              | Détails                                                                    | JAP        | Ventes                  |
| ----- | ------------------ | -------------------------------------------------------------------------- | ---------- | ----------------------- |
| 2023  | Wave (1er EP)      | - Date de sortie : 31 mai 2023 - Label : Ariola Japan/Sony Music Japan     | 1          | - JAP : plus de 130 000 |
| 2024  | Alive (2e EP)      | - Date de sortie : 28 août 2024 - Label : Ariola Japan/Sony Music Japan    | 2          | - JAP : plus de 215 000 |
| 2025  | Be Alright (3e EP) | - Date de sortie : 30 juillet 2025 - Label : Ariola Japan/Sony Music Japan | 1          | À venir                 |

### Singles
| Année                                                      | Titre                              | Meilleures positions | Meilleures positions | Meilleures positions | Meilleures positions | Meilleures positions | Album       |
| Année                                                      | Titre                              | COR                  | JAP                  | CAN                  | USA World            | MON                  | Album       |
| Coréens                                                    | Coréens                            | Coréens              | Coréens              | Coréens              | Coréens              | Coréens              | Coréens     |
| ---------------------------------------------------------- | ---------------------------------- | -------------------- | -------------------- | -------------------- | -------------------- | -------------------- | ----------- |
| 2021                                                       | Eleven                             | 2                    | 16                   | —                    | 9                    | 68                   | Eleven      |
| 2022                                                       | Love Dive                          | 1                    | 8                    | 92                   | 8                    | 15                   | Love Dive   |
| 2022                                                       | After Like                         | 1                    | 13                   | 96                   | 3                    | 20                   | After Like  |
| 2023                                                       | Kitsch                             | 1                    | 37                   | —                    | 11                   | 59                   | I’ve Ive    |
| 2023                                                       | I Am                               | 1                    | 10                   | 93                   | 6                    | 21                   | I’ve Ive    |
| 2023                                                       | Either Way                         | 3                    | 80                   | —                    | 8                    | 160                  | I’ve Mine   |
| 2023                                                       | Off the Record                     | 14                   | —                    | —                    | 10                   | 181                  | I’ve Mine   |
| 2023                                                       | Baddie                             | 1                    | 21                   | —                    | —                    | 66                   | I’ve Mine   |
| 2024                                                       | Heya (해야)                        | 2                    | 32                   | —                    | —                    | 56                   | Ive Switch  |
| 2024                                                       | Accendio                           | 32                   | 85                   | —                    | —                    | —                    | Ive Switch  |
| 2025                                                       | Rebel Heart                        | 1                    | 44                   | —                    | 6                    | 97                   | Ive Empathy |
| 2025                                                       | Attitude                           | 7                    | 48                   | —                    | —                    | 143                  | Ive Empathy |
| 2025                                                       | XOXZ                               | À venir              | À venir              | À venir              | À venir              | À venir              | Ive Secret  |
| Japonais                                                   |                                    |                      |                      |                      |                      |                      |             |
| 2022                                                       | Eleven (Japanese ver.)             | —                    | 9                    | —                    | —                    | —                    | Hors album  |
| 2023                                                       | Wave                               | —                    | 62                   | —                    | —                    | —                    | Wave        |
| 2024                                                       | Crush                              | —                    | —                    | —                    | —                    | —                    | Alive       |
| 2025                                                       | Be Alright                         | —                    | 80                   | —                    | —                    | —                    | Be Alright  |
| Anglais                                                    |                                    |                      |                      |                      |                      |                      |             |
| 2024                                                       | All Night (feat. Saweetie)         | 104                  | —                    | —                    | 10                   | —                    | Hors album  |
| 2024                                                       | Supernova Love (avec David Guetta) | 142                  | 72                   | —                    | —                    | —                    | Hors album  |
| "—" indique que le single ne s'est pas classé dans ce pays |                                    |                      |                      |                      |                      |                      |             |

## Tournées

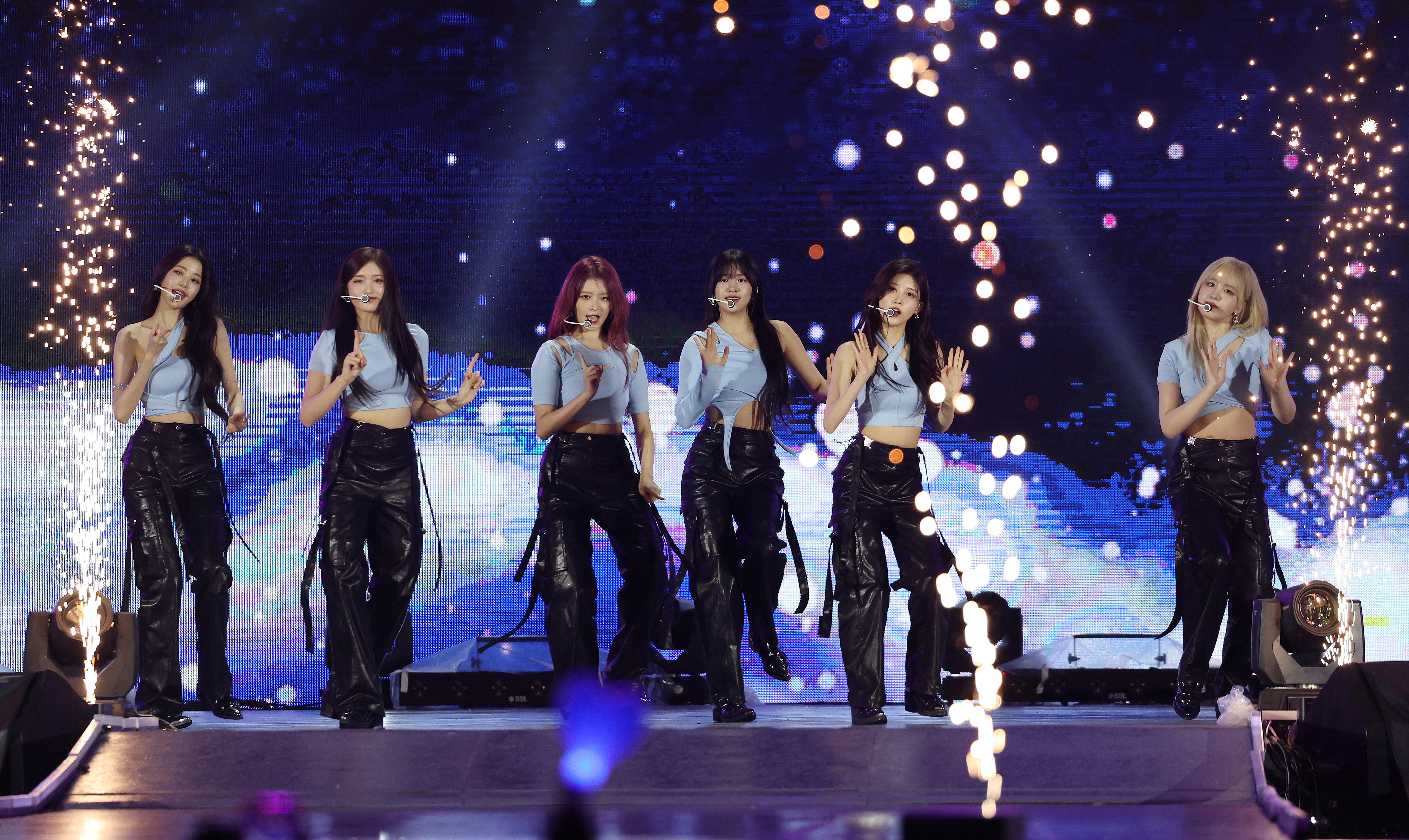
IVE durant le World Scout Jamboree K-pop Super Live Concert en 2023.

IVE Fan Concert Tour - The Prom Queens (2023)
| Date(s)               | Pays         | Ville     | Lieu                   | Audience |
| --------------------- | ------------ | --------- | ---------------------- | -------- |
| 11 et 12 février 2023 | Corée du Sud | Séoul     | Olympic Hall           | 5 200    |
| 18 et 19 février 2023 | Japon        | Tokyo     | Pia Arena MM           | 57 000   |
| 23 et 24 février 2023 | Japon        | Kobe      | Kobe World Hall        | 57 000   |
| 17 juin 2023          | Philippines  | Manille   | Smart Araneta Coliseum | 34 800   |
| 24 et 25 juin 2023    | Taïwan       | Taipei    | Taipei Music Center    | 34 800   |
| 30 juin 2023          | Singapour    | Singapour | The Star Theatre       | 34 800   |
| 8 et 9 juillet 2023   | Thaïlande    | Bangkok   | Thunder Dome           | 34 800   |
| Total                 | Total        | Total     | Total                  | 97 000   |

IVE 1st World Tour - Show What I Have (2023–2024)

## Récompenses et nominations

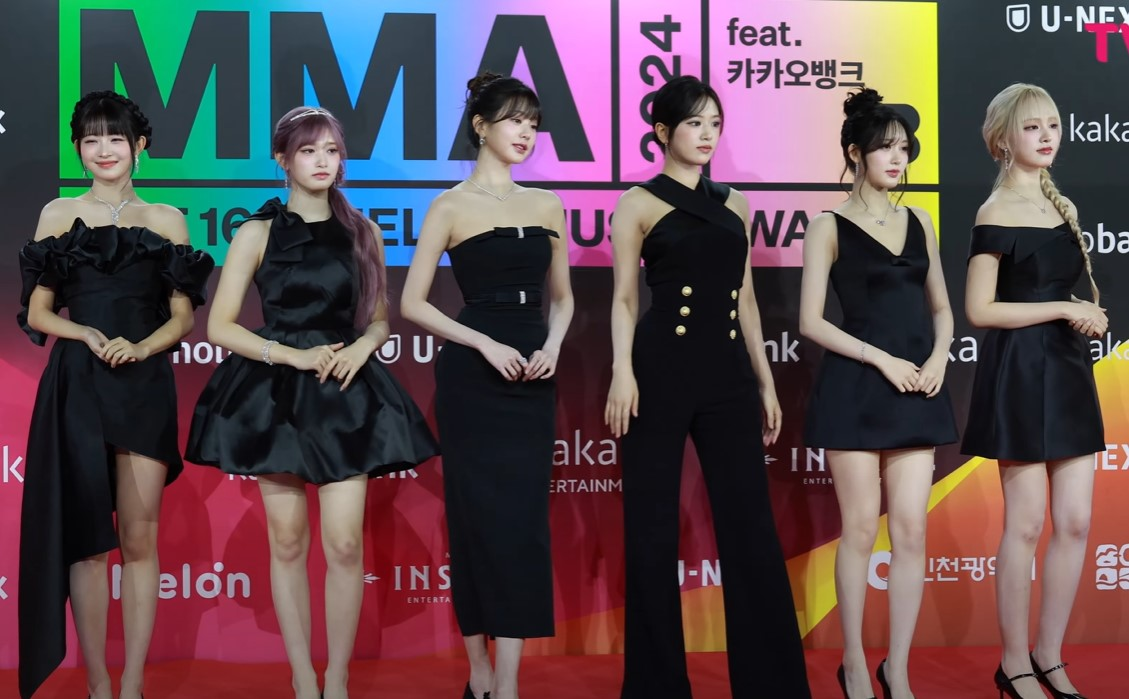
IVE aux MelOn Music Awards en novembre 2024.

Liste des récompenses et nominations de IVE aux principales cérémonies de récompenses musicales sud-coréennes :

### Asia Artist Awards
| Année | Catégorie                   | Travail nommé | Résultat | Réf.   |
| ----- | --------------------------- | ------------- | -------- | ------ |
| 2022  | Hot Trend Award - Singer    | IVE           | Lauréat  | [ 59 ] |
| 2022  | Rookie of the Year - Singer | IVE           | Lauréat  | [ 59 ] |
| 2022  | Song of the Year (Daesang)  | Love Dive     | Lauréat  | [ 59 ] |
| 2023  | Best Artist Award - Singer  | IVE           | Lauréat  | [ 60 ] |
| 2024  | Best Artist Award - Singer  | IVE           | Lauréat  | [ 61 ] |

### Circle Chart Music Awards
| Année | Catégorie                                     | Travail nommé | Résultat   | Réf.   |
| ----- | --------------------------------------------- | ------------- | ---------- | ------ |
| 2022  | Rookie of the Year - Digital Music            | Eleven        | Nomination | [ 62 ] |
| 2022  | Rookie of the Year - Physical Album           | After Like    | Lauréat    | [ 62 ] |
| 2022  | Artist of the Year (Digital) - December 2021  | Eleven        | Lauréat    | [ 62 ] |
| 2022  | Artist of the Year (Digital) - April 2022     | Love Dive     | Lauréat    | [ 62 ] |
| 2022  | Artist of the Year (Digital) - August 2022    | After Like    | Nomination | [ 63 ] |
| 2022  | Artist of the Year (Physical) - Third Quarter | After Like    | Nomination | [ 63 ] |
| 2023  | Artist of the Year - Digital                  | I Am          | Lauréat    | [ 64 ] |
| 2023  | Artist of the Year - Unique Listeners         | I Am          | Lauréat    | [ 64 ] |
| 2023  | Artist of the Year - Global Streaming         | I Am          | Lauréat    | [ 64 ] |
| 2023  | Artist of the Year - Physical Album           | I've Mine     | Nomination | [ 65 ] |

### Golden Disc Awards
| Année | Catégorie                   | Travail nommé | Résultat   | Réf.   |
| ----- | --------------------------- | ------------- | ---------- | ------ |
| 2022  | New Artist of the Year      | IVE           | Lauréat    | [ 66 ] |
| 2022  | Best Digital Song (Bonsang) | Love Dive     | Lauréat    | [ 66 ] |
| 2022  | Song of the Year (Daesang)  | Love Dive     | Lauréat    | [ 66 ] |
| 2023  | Best Digital Song (Bonsang) | I Am          | Lauréat    | [ 67 ] |
| 2023  | Song of the Year (Daesang)  | I Am          | Nomination | [ 67 ] |
| 2023  | Best Album (Bonsang)        | I've Mine     | Lauréat    | [ 67 ] |
| 2023  | Album of the Year (Daesang) | I've Mine     | Nomination | [ 67 ] |
| 2024  | Global K-pop Artist Award   | IVE           | Lauréat    | [ 68 ] |
| 2024  | Best Digital Song (Bonsang) | Heya          | Lauréat    | [ 68 ] |
| 2024  | Song of the Year (Daesang)  | Heya          | Nomination | [ 68 ] |
| 2024  | Best Album (Bonsang)        | Ive Switch    | Lauréat    | [ 68 ] |
| 2024  | Album of the Year (Daesang) | Ive Switch    | Nomination | [ 68 ] |

### MAMA Awards
| Année | Catégorie                            | Travail nommé | Résultat   | Réf.   |
| ----- | ------------------------------------ | ------------- | ---------- | ------ |
| 2022  | Worldwide Fans’ Choice TOP 10        | IVE           | Nomination | [ 69 ] |
| 2022  | Favorite New Artist                  | IVE           | Lauréat    | [ 69 ] |
| 2022  | Best New Female Artist               | IVE           | Lauréat    | [ 69 ] |
| 2022  | Best Dance Performance Female Group  | Love Dive     | Lauréat    | [ 69 ] |
| 2022  | Song of the Year (Daesang)           | Love Dive     | Lauréat    | [ 69 ] |
| 2022  | Artist of the Year (Daesang)         | IVE           | Nomination | [ 69 ] |
| 2023  | Worldwide Fans’ Choice TOP 10        | IVE           | Nomination | [ 70 ] |
| 2023  | Best Female Group                    | IVE           | Nomination | [ 70 ] |
| 2023  | Best Dance Performance Female Group  | I Am          | Nomination | [ 70 ] |
| 2023  | Best Music Video                     | I Am          | Nomination | [ 70 ] |
| 2023  | Song of the Year (Daesang)           | I Am          | Nomination | [ 70 ] |
| 2023  | Artist of the Year (Daesang)         | IVE           | Nomination | [ 70 ] |
| 2024  | Worldwide Fans’ Choice Female TOP 10 | IVE           | Lauréat    | ,      |
| 2024  | Global Performance Award             | IVE           | Lauréat    | ,      |
| 2024  | Favorite Global Performer Female     | IVE           | Lauréat    | ,      |
| 2024  | Best Female Group                    | IVE           | Nomination | ,      |
| 2024  | Best Dance Performance Female Group  | Baddie        | Nomination | ,      |
| 2024  | Best Music Video                     | Heya          | Nomination | ,      |

### MelOn Music Awards
| Année | Catégorie                    | Travail nommé | Résultat   | Réf.   |
| ----- | ---------------------------- | ------------- | ---------- | ------ |
| 2022  | New Artist of the Year       | IVE           | Lauréat    | [ 73 ] |
| 2022  | Best Female Group            | IVE           | Lauréat    | [ 73 ] |
| 2022  | Top 10 artists (Bonsang)     | IVE           | Lauréat    | [ 73 ] |
| 2022  | Song of the Year (Daesang)   | Love Dive     | Lauréat    | [ 73 ] |
| 2022  | Artist of the Year (Daesang) | IVE           | Nomination | [ 73 ] |
| 2023  | Best Female Group            | IVE           | Nomination | ,      |
| 2023  | Millions Top 10 Award        | I've IVE      | Lauréat    | ,      |
| 2023  | Top 10 artists (Bonsang)     | IVE           | Lauréat    | ,      |
| 2023  | Song of the Year (Daesang)   | I Am          | Nomination | ,      |
| 2023  | Album of the Year (Daesang)  | I've IVE      | Lauréat    | ,      |
| 2023  | Artist of the Year (Daesang) | IVE           | Nomination | ,      |
| 2024  | Global Female Artist         | IVE           | Lauréat    | [ 76 ] |
| 2024  | Best Music Video             | Heya          | Lauréat    | [ 76 ] |
| 2024  | Millions Top 10 Award        | Ive Switch    | Lauréat    | [ 76 ] |
| 2024  | Top 10 artists (Bonsang)     | IVE           | Nomination | [ 77 ] |

### Seoul Music Awards
| Année | Catégorie                   | Travail nommé | Résultat   | Réf.   |
| ----- | --------------------------- | ------------- | ---------- | ------ |
| 2021  | New Artist of the Year      | IVE           | Nomination | [ 78 ] |
| 2022  | Bonsang Award (Main Prize)  | IVE           | Lauréat    | [ 79 ] |
| 2022  | Daesang Award (Grand Prize) | IVE           | Nomination | [ 79 ] |
| 2022  | Song of the Year            | Love Dive     | Lauréat    | [ 79 ] |
| 2023  | Bonsang Award (Main Prize)  | IVE           | Lauréat    | [ 80 ] |
| 2023  | Daesang Award (Grand Prize) | IVE           | Nomination | [ 80 ] |